# Pessimismens dialog
Pessimismens dialog är en antik mesopotamisk litterär komposition i form av en dialog mellan en mästare och hans slav. Tolkningen av texten har varierat, men den anses vara en ovanlig text som tematiserar meningslösheten med mänsklig handling. Kompositionen är ett exempel på vishetslitteratur från Mellanöstern.